# الدشير (بني خالد واد ورغة)
الدشير هو دُوَّار يقع بجماعة لمجاعرة، إقليم وزان، جهة طنجة تطوان الحسيمة في المملكة المغربية. ينتمي الدوّار لمشيخة بني خالد واد ورغة التي تضم 18 دوار. يقدر عدد سكانه بـ 139 نسمة حسب الإحصاء الرسمي للسكان والسكنى لسنة 2004.

## روابط خارجية
- البوابة الوطنية للجماعات الترابية
- المندوبية السامية للتخطيط